# Inuyasha the Movie - La spada del dominatore del mondo
Inuyasha the Movie - La spada del dominatore del mondo (犬夜叉 天下覇道の剣?, Inuyasha - Tenka hadō no ken) è un film del 2003 diretto da Toshiya Shinohara. È il terzo film anime basato sulla serie manga shōnen Inuyasha di Rumiko Takahashi. Il film fu distribuito in Giappone il 20 dicembre 2003 dalla Toho.

## Trama
Durante il periodo Kamakura, Takemaru Setsuna, capitano delle guardie della madre di Izayoi, segretamente innamorato di lei, decide di ucciderla mentre dà alla luce il figlio poiché non riesce a sopportare l'idea che colei che ama possa partorire un mezzodemone. Il demone Toga, mortalmente ferito al petto dallo scontro con il suo più grande nemico Ryukotsusei, arriva e riporta in vita la sua amata con Tenseiga. Sfidato in combattimento da Takemaru, Toga dice a Izayoi di scappare con suo figlio, al quale dà il nome Inuyasha, e le consegna la rossa Veste del Cane di Fuoco per proteggere lei ed il figlio dal palazzo, ormai completamente in fiamme. Toga muore insieme a Takemaru quando l'intero complesso collassa, mentre i due erano ancora impegnati a lottare al suo interno.
Ai giorni nostri, il nonno di Kagome Higurashi recupera una spada che lui crede essere la leggendaria Ama no Murakumo; mentre il nonno sta per mettere la spada in un magazzino, il fratello minore di Kagome, Sota, impugna la spada e questa inizia a parlare. La spada è la leggendaria Songa, la Spada dell'Oltretomba, ed essa ha un forte legame con Toga. Colui che aveva parlato, invece, era Saya, demone servitore di Toga, che era stato incaricato di sigillare Songa per sette secoli. In realtà, originariamente, Toga aveva provveduto ad istruire lui, Myoga e Totosai su come gestire le tre spade del dominatore del mondo al momento della sua morte. Myoga doveva portare Tessaiga all'interno della tomba del suo padrone, mentre Totosai aveva ricevuto istruzioni di consegnare Tenseiga a Sesshomaru.
Saya, però, aveva completamente dimenticato cosa fare di Songa, quindi, dopo essersi consultato con Myoga e Totosai, decise di sigillare lui stesso la spada, dicendo agli altri due di gettare la spada all'interno del Pozzo Mangia-Ossa; ciò spiega il motivo per il quale la spada si trovasse nel presente. La spada, che è dotata di una propria volontà, prova a possedere Inuyasha, in quel momento nel presente con Kagome, che però fa del suo meglio per resistere al controllo e finalmente riesce a riportare la spada nel passato, ma durante il procedimento inavvertitamente rilascia i poteri mortali della spada su un villaggio evacuato.
Sesshomaru riesce a percepire immediatamente la presenza di Songa e ne segue l'odore per scoprire che è Inuyasha a possedere la spada, facendolo in un primo momento infuriare in quanto l'odiato fratello impugna la più forte delle tre spade. I due iniziano a duellare,  e, in un momento cruciale, prima che Sesshomaru lo uccida, Kagome salva la situazione e costringe Songa a liberare Inuyasha dalla sua presa. Durante il salvataggio , però, il Rosario di Inuyasha va in mille pezzi. La spada intanto trova un nuovo demone ospite, poi si reca nella tomba di Toga e recupera il braccio sinistro perduto di Sesshomaru (unico abbastanza forte da brandirla), tranciato dallo scontro con Inuyasha, quindi riporta in vita Takemaru e lo possiede, mirando ad ottenere la sua vendetta contro Inuyasha e Sesshomaru.

Inuyasha combatte contro Takemaru e Songa in una scena del film

Sia Inuyasha sia Sesshomaru hanno ragioni per sconfiggere Takemaru, quindi decidono di andare da lui. Durante la battaglia, Kagome e Rin vengono rapite. I due fratelli quindi raggiungono Takemaru per liberare le due ragazze. Inuyasha quindi prova a sconfiggere Takemaru proprio quando egli capisce che la madre di Inuyasha voleva che lui vivesse e che lui in realtà la amava. Inuyasha, facendo appello ai propri caratteri umani, riesce a sconfiggere Takemaru. Sesshomaru come ultima cosa, usa Tenseiga su Takemaru, permettendogli così di trovare finalmente la pace nell'aldilà.
Songa era la terza spada posseduta da Toga. Individualmente, la spada è più forte sia di Tenseiga che di Tessaiga. Sesshomaru brandisce Tenseiga, mentre Inuyasha ha dalla sua Tessaiga. Durante la battaglia, i due cercano di combinare i loro attacchi per distruggere Songa, causando la caduta della spada nel portale verso l'Oltretomba aperto dalla spada stessa. Alla fine, il genitore scomparso appare ad Inuyasha e Sesshomaru, e si congratula per la distruzione di Songa. Sesshomaru riparte con Jaken e Rin mentre Inuyasha e i suoi alleati guardano l'ambiente circostante tornare alla normalità. Alla fine del film dopo un dialogo Kagome rimette al collo di Inuyasha il rosario riparto.

## Distribuzione

### Edizione italiana
L'edizione italiana del film, distribuita direttamente in DVD-Video, fu curata dalla Dynit. Il doppiaggio fu eseguito dalla E.T.S. e diretto da Fabrizio Mazzotta su dialoghi di Gianluca Aicardi.

### Edizioni home video
L'edizione italiana fu distribuita in DVD il 7 settembre 2005 dalla Terminal Video Italia. Il DVD include come extra un video promozionale giapponese in cui si ripercorrono gli scontri tra Inuyasha e Sesshomaru, l'ending senza titoli, i trailer e spot TV giapponesi e italiano e una galleria artistica. Il film fu distribuito in Blu-ray Disc il 27 settembre 2017 nel secondo disco del cofanetto Inuyasha - The Movies Collection, insieme al successivo Inuyasha the Movie - L'isola del fuoco scarlatto; questa edizione non include contenuti speciali.

## Accoglienza

### Incassi
Il film debuttò al quinto posto del botteghino giapponese nel suo fine settimana d'apertura, incassando un totale di 810 milioni di yen.